# 木村由莉
木村 由莉（きむら ゆり、1983年 - ）は、日本の古生物学者。国立科学博物館地学研究部研究主幹、日本古生物学会評議員。陸棲哺乳類化石を研究対象としており、特に小型哺乳類の進化史と古生態に焦点を当てている。主な著書に『もがいて、もがいて、古生物学者!!』がある。

## 経歴
1983年に長崎県佐世保市にて生まれる。幼少期から恐竜・古生物に関心を抱いており、研究者を志したきっかけとして1988年に発刊された吉川豊の漫画『きょうりゅうのたまごをさがせ』があった。この他に大きな影響を与えたものとして小学校低学年次に幕張で開催された「大恐竜博」があり、同展で配布された「1億年前の石」に強く印象を受けたという。また、小学校高学年次に公開された映画『ジュラシック・パーク』にも影響を受け、古生物学者を目指す気持ちが強くなったとしている。中高生の時期には化石のプレパレーターへの憧れがあったと語っている。高校1年次にはゴンドワナ大陸の恐竜を題材とした恐竜展を見学し、その監修者であった冨田幸光に手紙を送ったことから冨田との接点を持つ。日本女子大学附属高校から早稲田大学教育学部に進学後は冨田の研究室に出入りし、兎形目や齧歯目の骨をスケッチするうちに小型哺乳類への関心を強めた。研究テーマに結論を下したのは学部3年次であった。
学部卒業後は早稲田大学大学院に進学したものの、骨化石を専門に扱う指導教官を求めて留学を決意し、2006年にアメリカ合衆国テキサス州へ留学。2013年5月に南メソジスト大学で博士号を取得した。同年6月から2014年5月まで同大学で博士研究員を務め、またこの期間中にユタ大学やハーバード大学でも客員研究員を務めた。2014年8月から2015年3月までスミソニアン国立自然史博物館で博士研究員を務めた後、2015年4月より地学研究部研究員として国立科学博物館に所属、2021年10月より研究主幹に昇進。

## 活動

### 研究
2011年には約1700万年前の中新世の地層から産出した化石に基づきオナガネズミ属(Sicista)の新種S. primusを記載・命名した。本属はそれまでに知られていた最古の化石が約800万年前のものであったため、本種の記載により本属の生息期間は大きく伸びることになった。
2017年には筑波大学の標本収蔵庫の現状を調査する中、管理が曖昧となっていた標本を発見した。松井久美子をはじめとする共同研究者と共に当該標本をパレオパラドキシアの大腿骨として同定し、2018年に発表した。

### アウトリーチ
2015年ごろより、かつて自身が研究者を目指すきっかけとなった漫画『きょうりゅうのたまごをさがせ』の復刊に向けて動いていた。『きょうりゅうのたまごをさがせ』の原版は絶版となっていたが、吉川豊とのコンタクトを取って監修し、原版の刊行から34年が経った2022年に復刊へ至った。
2022年には特別展「化石ハンター展」の総合監修を担当した。また同年4月4日から毎日小学生新聞で『ゆり先生の化石研究室』の連載を開始し、2023年に『恐竜がもっと好きになる化石の話』という題で書籍化した。

## 著書
- 『もがいて、もがいて、古生物学者!!』（ブックマン社、2020年、ISBN 9784893089311）
- 『化石の復元、承ります。』（ブックマン社、2022年、ISBN 9784893089519）
- 『恐竜がもっと好きになる化石の話』（岩波書店、2023年、ISBN 9784000272520）